# Yangjiang
Yangjiang (kinesisk: 阳江; pinyin: Yángjiāng) er en by på præfekturniveau i den vestlige del af provinsen Guangdong ved Kinas kyst til det Sydkinesiske Hav. Befolkningen anslås (2004) til 	2.628.000 indbyggere, og har et areal på 7.813,4 km². Den grænser mod vest til  Maoming, mod nord til Yunfu, og i øst til  Jiangmen.

## Administration
Bypræfekturet Yangjiang administrerer fire administrative enheder på amtsniveau, hvoraf et er et distrikt, et er en by på amtsniveau og to er amter:
- Jiangcheng distrikt (江城区)  453 km², 630.000 indbyggere
- Yangchun by (阳春市)  4.055 km², 1,05 mio. indbyggere
- Yangdong amt (阳东县) 2.043 km², 440.000 indbyggere; hovedbyen hedder Dongcheng
- Yangxi amt(阳西县) 1.271 km², 470.000 indbyggere; hovedbyen hedder Zhilong

## Trafik
Kinas rigsvej 325 (Guangnan-veien) løber gennem området. Den fører vestover fra Guangzhou i Guangdong til Nanning til den autonome region Guangxi.

## Økonomi
Af stor betydning for præfekturets økonomi er knive, lak, sojabønner og fiskeri. 60 procent af den kinesiske produktion, og 80 procent af eksporten af knive finder sted i Yangjiang. Produktionen af drager er en tradition i præfekturet som går tilbage til 600-tallet. 
Det svært store Yangjiang kernekraftværk er under bygning (2009) i Dongping i amtet Yangdong i bypræfekturet. Da byggeriet startede i december 2008 var dette det  største kernekraftværksprojekt i Folkerepublikken Kinas historie. Effekten vil efter planerne blive 2.000 MW.

## Lang strand
Bypræfekturet er kendt for sølvstranden Ten Li på øen Hailing. Den er på 7,4 km, og skal dermed være verdens længste sandstrand.
21°51′N 111°58′Ø / 21.850°N 111.967°Ø